# وانموینه

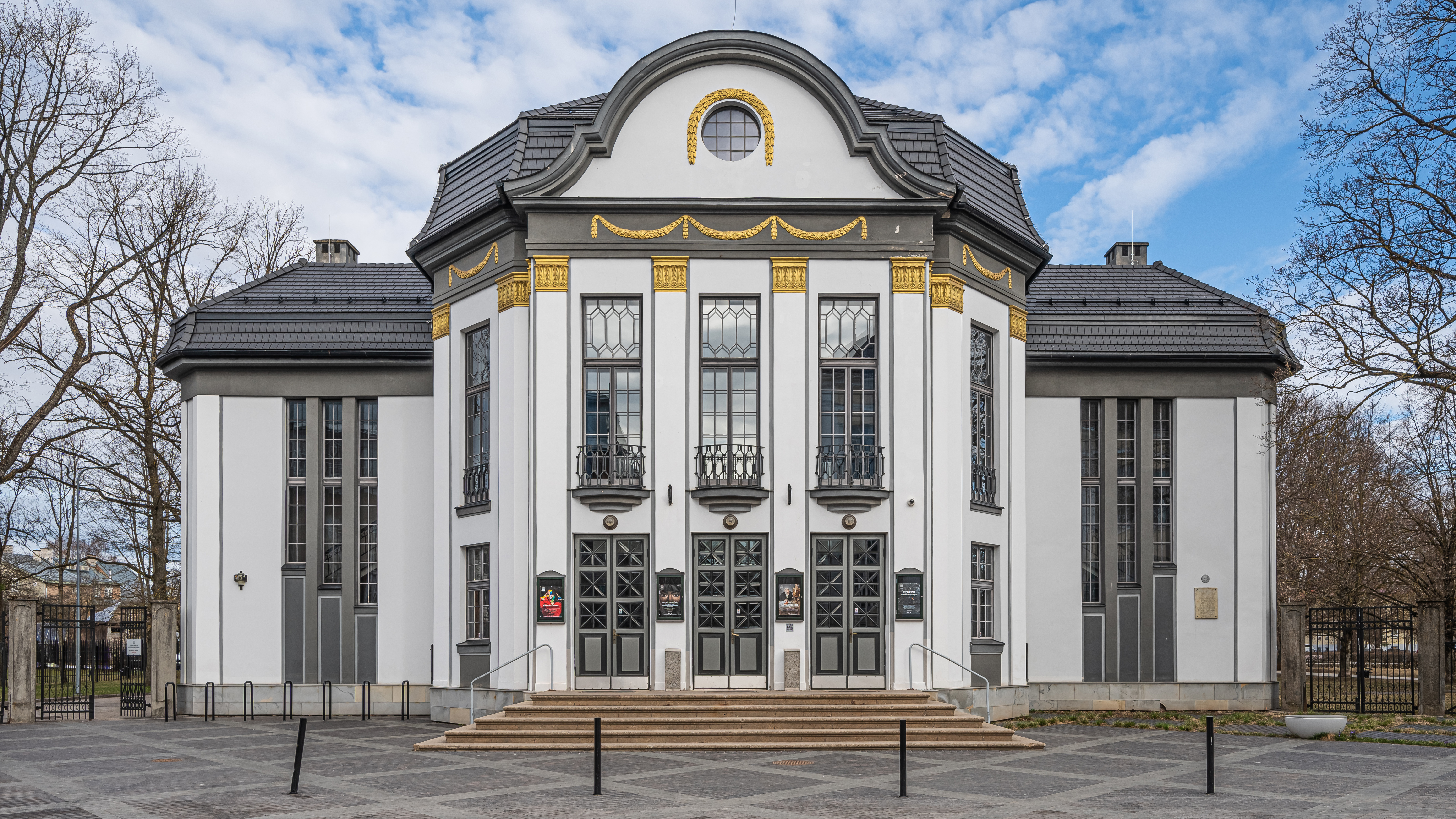
"Little house" of Vanemuine

وانموینه (استونیایی: Vanemuine) یک سالن تئاتر در تارتو، استونی است.
این سالن تئاتر که در ۲۴ ژوئن ۱۸۶۵ با ایده یوهان وولدمار یانسن تأسیس شده‌است اولین تئاتر تأسیس شده با زبان استونیایی است. وانموینه هم‌اکنون دارای سه ساختمان است.

## ساختمان‌ها
- ساختمان بزرگ (The Grand Building): ۷۰۰ صندلی
- ساختمان کوچک (The Small Building): ۴۴۶ صندلی
- هاربور تئاتر (The Harbour Theatre):  ۳۰۰ صندلی